# Elma (Iowa)
Elma és una població dels Estats Units a l'estat d'Iowa. Segons el cens del 2000 tenia 598 habitants.

## Demografia
Segons el cens del 2000, Elma tenia 598 habitants, 242 habitatges, i 150 famílies. La densitat de població era de 179 habitants/km².
Dels 242 habitatges en un 24,8% hi vivien nens de menys de 18 anys, en un 53,7% hi vivien parelles casades, en un 6,6% dones solteres, i en un 38% no eren unitats familiars. En el 34,7% dels habitatges hi vivien persones soles el 21,1% de les quals corresponia a persones de 65 anys o més que vivien soles. El nombre mitjà de persones vivint en cada habitatge era de 2,23 i el nombre mitjà de persones que vivien en cada família era de 2,88.
Per edats la població es repartia de la següent manera: un 20,6% tenia menys de 18 anys, un 7,2% entre 18 i 24, un 21,4% entre 25 i 44, un 22,9% de 45 a 60 i un 27,9% 65 anys o més.
L'edat mediana era de 46 anys. Per cada 100 dones de 18 o més anys hi havia 89,2 homes.
La renda mediana per habitatge era de 27.417 $ i la renda mediana per família de 40.417 $. Els homes tenien una renda mediana de 26.250 $ mentre que les dones 19.167 $. La renda per capita de la població era de 15.263 $. Entorn del 10,8% de les famílies i el 17,4% de la població estaven per davall del llindar de pobresa.

## Poblacions més properes
El següent diagrama mostra les poblacions més properes.